# بایندر، قسطمونی
بایندر (به ترکی استانبولی: Bayındır) یک منطقهٔ مسکونی در ترکیه است که در قسطمونی واقع شده‌است.